# M/S Trolleholm
M/S Trolleholm var ett fartyg tillhörande Svenska Amerika Mexico Linien byggt på Eriksbergs Mekaniska Verkstad i Göteborg 1946. 

## Historia
Fartyget levererades i april 1946. Senare samma år införlivades Svenska Amerika Mexico Linien i Svenska Amerika Linien (SAL) i samband med detta överfördes fartyget till SAL.
Den 6 december 1962 såldes fartyget till Svenska Orientlinien och bytte namn till M/S Finland. Den 12 december 1964 bröt det ut en brand på fartyget när fartyget låg i hamnen i Le Havre och besättningen evakuerades. Tre dagar senare (15 december) kantrade fartyget och sjönk vid kajen. År 1965 bärgades vraket och såldes i april till belgiska upphuggare. Den 6 april samma år högg man upp fartyget.